# 天文年鑑
天文年鑑（てんもんねんかん、Astronomical Yearbook,Astronomical Almanac）は、天文年鑑編集委員会が編集し誠文堂新光社が発行する天文に関するデータ集である。

## 概要
天文年鑑は毎年発行される。1927年、天文同好会により編纂され創刊。翌1928年から新光社（誠文堂新光社の前身）から発行。1933年から東亜天文協会（東亜天文学会の前身）より編纂され、恒星社より発行された。1949年からは誠文堂新光社から発行。
関連書籍として(『藤井旭の天文年鑑』)がある。また、その著者である藤井旭は、実際にこの天文年鑑を執筆している。

## 構成・内容
巻頭口絵、こよみ、データ、附録により構成される。こよみは、1年間の主な天文現象のデータや、1年間の太陽・月の出没時刻、水星、金星、火星、木星、土星、天王星、海王星の位置・動き、流星、小惑星、彗星、連星、変光星の予報を中心としたデータが掲載されている。データは、天文定数、水星、金星、地球、火星、木星、土星、天王星、海王星に関するもの、最近の太陽面現象、発見された小惑星・彗星、観測された流星・火球・星食・接食・人工衛星・静止衛星について、周期彗星の軌道要素、星座、恒星、星雲・星団、月面図を中心にデータが掲載されている。付録には全天星図がある。